# Апостольский нунций в Лесото
Апостольский нунций в Королевство Лесото — дипломатический представитель Святого Престола в Лесото. Данный дипломатический пост занимает церковно-дипломатический представитель Ватикана в ранге посла. Апостольская нунциатура в Лесото была учреждена на постоянной основе 19 августа 1967 года.
В настоящее время Апостольским нунцием в Лесото является архиепископ Генрик Мечислав Ягодзиньский, назначенный Папой Франциском 16 апреля 2024 года.

## История
Апостольская нунциатура в Лесото была учреждена 19 августа 1967 года, бреве Quantum utilitatis папы римского Павла VI. Однако апостольский нунций не имеет официальной резиденции в Лесото, в его столице Масеру и является апостольским нунцием по совместительству, эпизодически навещая страну. Резиденцией апостольского нунция в Лесото является Претория — столица ЮАР.

## Апостольские нунции в Лесото

### Апостольские про-нунции
- Джон Гордон, титулярный архиепископ Никополя Нестийского — (19 августа 1967 — 11 августа 1971 — назначен апостольским нунцием в Индии);
- Альфредо Поледрини, титулярный архиепископ Вазари — (20 сентября 1971 — 18 сентября 1978, в отставке);
- Эдуард Идрис Кассиди, титулярный архиепископ Аманции — (25 марта 1979 — 6 ноября 1984 — назначен апостольским про-нунцием в Нидерландах);
- Жозеф Меес, титулярный архиепископ Ипра — (19 января 1985 — октябрь 1987, в отставке);
- Амбросе Баттиста де Паоли, титулярный архиепископ Лареса — (6 февраля 1988 — 11 ноября 1997 — назначен апостольским нунцием в Японии).

### Апостольские нунции
- Мануэл Монтейру де Каштру, титулярный архиепископ Беневентума — (7 марта 1998 — 1 марта 2000 — назначен апостольским нунцием в Испании и Андорре);
- Бласку Франсишку Колласу, титулярный архиепископ Оттавы — (24 июня 2000 — 17 августа 2006, в отставке);
- Джеймс Патрик Грин, титулярный архиепископ Альтино — (6 сентября 2006 — 15 октября 2011 — назначен апостольским нунцием в Перу);
- Марио Роберто Кассари, титулярный архиепископ Тронто — (17 марта 2012 — 22 мая 2015 — назначен апостольским нунцием на Мальте);
- Питер Брайан Уэллс, титулярный архиепископ Марсианополиса — (13 февраля 2016 — 8 февраля 2023 — назначен апостольским нунцием в Камбодже и Таиланде);
- Генрик Мечислав Ягодзиньский, титулярный архиепископ Лимосано — (16 апреля 2024 — по настоящее время).